# Amphoe Fao Rai
Amphoe Fao Rai (Thai: อำเภอ เฝ้าไร่) ist ein Landkreis (Amphoe – Verwaltungs-Distrikt) in der Provinz Nong Khai. Die Provinz Nong Khai liegt im Norden der Nordostregion von Thailand, dem so genannten Isan.

## Geographie
Amphoe Fao Rai grenzt an die folgenden Landkreise (von Westen im Uhrzeigersinn): an die Amphoe Phon Phisai, Rattanawapi in der Provinz Nong Khai, an Amphoe So Phisai in der Provinz Bueng Kan, an Amphoe Ban Muang der Provinz Sakon Nakhon, sowie an Amphoe Ban Dung der Provinz Udon Thani.

## Geschichte
Fao Rai wurde am 1. April 1995 zunächst als „Zweigkreis“ (King Amphoe) eingerichtet. Am 15. Mai 2007 hatte die thailändische Regierung beschlossen, alle 81 King Amphoe in den einfachen Amphoe-Status zu erheben, um die Verwaltung zu vereinheitlichen.
Mit der Veröffentlichung in der Royal Gazette „Issue 124 chapter 46“ vom 24. August 2007 trat dieser Beschluss offiziell in Kraft.

## Verwaltung

### Provinzverwaltung
Der Landkreis Fao Rai ist in fünf Tambon („Unterbezirke“ oder „Gemeinden“) eingeteilt, die sich weiter in 73 Muban („Dörfer“) unterteilen.
| Nr. | Name       | Thai     | Muban | Einw.  |
| --- | ---------- | -------- | ----- | ------ |
| 1.  | Fao Rai    | เฝ้าไร่    | 17    | 12.027 |
| 2.  | Na Di      | นาดี      | 07    | 04.174 |
| 3.  | Nong Luang | หนองหลวง | 20    | 14.930 |
| 4.  | Wang Luang | วังหลวง   | 15    | 12.883 |
| 5.  | Udom Phon  | อุดมพร    | 14    | 07.645 |

### Lokalverwaltung
Es gibt eine Kommune mit „Kleinstadt“-Status (Thesaban Tambon) im Landkreis:
- Fao Rai (Thai: เทศบาลตำบลเฝ้าไร่), bestehend aus dem gesamten Tambon Fao Rai.

Außerdem gibt es vier „Tambon-Verwaltungsorganisationen“ (องค์การบริหารส่วนตำบล – Tambon Administrative Organizations, TAO):
- Na Di (Thai: องค์การบริหารส่วนตำบลนาดี)
- Nong Luang (Thai: องค์การบริหารส่วนตำบลหนองหลวง)
- Wang Luang (Thai: องค์การบริหารส่วนตำบลวังหลวง)
- Udom Phon (Thai: องค์การบริหารส่วนตำบลอุดมพร)